# Scoglio Vervece
Lo scoglio Vervece è un isolotto situato davanti al porto di Marina della Lobra nel Comune di Massa Lubrense in Campania.
A settembre vi ha luogo una cerimonia con celebrazione della Messa alla quale normalmente assistono centinaia di imbarcazioni locali e non, con deposizione di corone di fiori sulla statua della Madonna collocata sul fondale a circa 11 m di profondità, in memoria di tutti gli scomparsi in mare, in particolar modo i sub.
Il 28 settembre 1974 l'apneista Enzo Maiorca vi stabilì il primato mondiale di apnea raggiungendo gli 87 metri di profondità. Per ricordare l'impresa e commemorare le vittime del mare fu collocata una statua in bronzo della Madonna su un piano roccioso rivolto a levante.

## Area Marina Protetta della Punta Campanella
Lo scoglio rientra nell'Area Marina Protetta della Punta Campanella, e precisamente nella zona A (Rossa), nella quale è prescritto il divieto di transito, di fonda e balneazione.